# Cryptocephalus tamaricis
Cryptocephalus tamaricis es una especie de insecto coleóptero de la familia Chrysomelidae.
Fue descrita científicamente en 1867 por Solsky.